# روزنامه حزبی
روزنامه حزب(همچنین: مجله حزب یا ارگان حزب) معمولاً توسط یک حزب سیاسی خاص منتشر می‌شود و به عنوان سخنگوی رسمی حزب بیانگر سیاست‌ها، ایدئولوژی‌ها و کُنش‌های آن به ویژه سران آن است.

## کارکردها
یک روزنامه حزبی اساساً از وضعیت فعلی حزبی که آن را منتشر می‌کند یا از نظر ایدئولوژیک به آن نزدیک است، گزارش می‌دهد. همچنین اطلاعاتی در مورد رویدادهای داخلی حزب ارائه می‌دهد. نظرات و مقالات نظری می‌توانند به شکل‌گیری عقاید درون حزب کمک کنند - برای مثال قبل از رای‌گیری یا مبارزات انتخاباتی. آنها تصوری از طیف نظرات می‌دهند. گاهی از روزنامه حزبی به عنوان ارگان حزب نیز یاد می‌شود. این یکی از وظیفه یک روزنامه حزبی است یعنی باید پیام‌ها یا بیانیه‌های خلاصه های حزبی پخش شده را توصیف می‌کند.

## پیشینه
توسعه مطبوعات حزبی در قرن نوزدهم قرن با توسعه احزاب توده ای مدرن مرتبط است. از سال ۱۹۲۰ تا ۱۹۴۵، فولکیشر بئوباختر به عنوان روزنامه حزب ناسیونال‌سوسیالیست کارگران آلمان خدمت کرد.
پس از جنگ جهانی دوم، انتشار روزنامه در آلمان نیازمند مجوز از مقامات اشغالگر مربوطه بود. در منطقه اشغال شوروی (SBZ)، روزنامه‌های عمدتاً وابسته به حزب مجاز (کمونیست) بودند. برخی از روزنامه‌های غیرحزبی تأیید شده (پست عصرانه در ارفورت یا پست روزانه در پوتسدام) حداکثر تا آغاز دهه ۱۹۵۰ مجدداً متوقف شد. روزنامه‌های غیرحزبی در سه منطقه غربی مجاز بودند. به عنوان مثال، دولت نظامی ایالات متحده در بادن-وورتمبرگ تا ۱ ژوئن ۱۹۴۹ روزنامه‌های حزبی را.
با ناسیونال‌سوسیالیسم‌زدایی پس از اشغال آلمان غربی، وضعیت روزنامه‌های حزبی گوناگون دشوارتر شد و به دلایل اقتصادی شماری از آنها بسته شدند.